# Montevideo Open 2023 - Doppio
Il doppio femminile del torneo di tennis professionistico Montevideo Open 2023, facente parte della categoria WTA 125 nell'ambito del WTA 125 2023, si gioca dal 4 al 10 dicembre 2023 a Montevideo, in Uruguay. Ingrid Gamarra Martins e Luisa Stefani erano le campionesse in carica, ma hanno deciso di non prendere parte a questa edizione del torneo.
In finale María Carlé e Julia Riera hanno sconfitto Freya Christie e Yuliana Lizarazo con il punteggio di 7-6(5), 7-5.

## Teste di serie
1. Amina Anšba /  Quinn Gleason (quarti di finale)
2. Despoina Papamichaīl /  Valerija Strachova (quarti di finale)

1. Julia Lohoff /  Conny Perrin (semifinale)
2. Freya Christie /  Yuliana Lizarazo (finale)

## Wildcard
1. Lucía de Santa Ana /  Juliana Rodríguez (primo turno)

## Tabellone

### Legenda
| - Q = Qualificato - WC = Wild card - LL = Lucky loser | - ALT = Alternate - SE = Special Exempt - PR = Protected Ranking | - w/o = Walkover - r = Ritirato - d = Squalificato |

|  | Primo turno | Primo turno                   | Primo turno                   | Primo turno | Primo turno |  |  | Quarti di finale | Quarti di finale              | Quarti di finale          | Quarti di finale  | Quarti di finale  |   |     | Semifinali | Semifinali              | Semifinali              | Semifinali                      | Semifinali                      |    |   | Finale | Finale | Finale | Finale | Finale |  |
|  |             |                               |                               |             |             |  |  |                  |                               |                           |                   |                   |   |     |            |                         |                         |                                 |                                 |    |   |        |        |        |        |        |  |
|  | 1           | A Anšba Q Gleason             | 6                             | 3           | [10]        |  |  |                  |                               |                           |                   |                   |   |     |            |                         |                         |                                 |                                 |    |   |        |        |        |        |        |  |
|  |             | MP Pérez S Sewing             | 2                             | 6           | [6]         |  |  | 1                | A Anšba Q Gleason             | A Anšba Q Gleason         | 3                 | 2                 |   |     |            |                         |                         |                                 |                                 |    |   |        |        |        |        |        |  |
|  |             | T Licht D Lodikova            | T Licht D Lodikova            | 2           | 1           |  |  |                  | M Carlé J Riera               | M Carlé J Riera           | 6                 | 6                 |   |     |            |                         |                         |                                 |                                 |    |   |        |        |        |        |        |  |
|  |             | M Carlé J Riera               | M Carlé J Riera               | 6           | 6           |  |  |                  |                               |                           |                   |                   |   |     |            | M Carlé J Riera         | M Carlé J Riera         | 7                               | 6                               |    |   |        |        |        |        |        |  |
|  | 3           | J Lohoff C Perrin             | J Lohoff C Perrin             | 7           | 6           |  |  |                  |                               | 3                         | J Lohoff C Perrin | J Lohoff C Perrin | 5 | 0   |            |                         |                         |                                 |                                 |    |   |        |        |        |        |        |  |
|  |             | J Loeb A Rogers               | J Loeb A Rogers               | 63          | 2           |  |  | 3                | J Lohoff C Perrin             | J Lohoff C Perrin         | 6                 | 7                 |   |     |            |                         |                         |                                 |                                 |    |   |        |        |        |        |        |  |
|  |             | C Alves S Sierra              | C Alves S Sierra              | 4           | 3           |  |  |                  | A Gámiz E Vedder              | A Gámiz E Vedder          | 1                 | 64                |   |     |            |                         |                         |                                 |                                 |    |   |        |        |        |        |        |  |
|  |             | A Gámiz E Vedder              | A Gámiz E Vedder              | 6           | 6           |  |  |                  |                               |                           |                   |                   |   |     |            | María Carlé Julia Riera | María Carlé Julia Riera | 7                               | 7                               |    |   |        |        |        |        |        |  |
|  |             | E Gorgodze V Grammatikopoulou | E Gorgodze V Grammatikopoulou | 6           | 6           |  |  |                  |                               |                           |                   |                   |   |     |            |                         | 4                       | Freya Christie Yuliana Lizarazo | Freya Christie Yuliana Lizarazo | 65 | 5 |        |        |        |        |        |  |
|  |             | G Cé R Pereira                | G Cé R Pereira                | 0           | 1           |  |  |                  | E Gorgodze V Grammatikopoulou | 6                         | 5                 | [8]               |   |     |            |                         |                         |                                 |                                 |    |   |        |        |        |        |        |  |
|  |             | R Ccuno J Daniel              | R Ccuno J Daniel              | 2           | 3           |  |  | 4                | F Christie Y Lizarazo         | 4                         | 7                 | [10]              |   |     |            |                         |                         |                                 |                                 |    |   |        |        |        |        |        |  |
|  | 4           | F Christie Y Lizarazo         | F Christie Y Lizarazo         | 6           | 6           |  |  |                  |                               |                           |                   |                   |   |     | 4          | F Christie Y Lizarazo   | 4                       | 6                               | [11]                            |    |   |        |        |        |        |        |  |
|  |             | E Lechemia G Lee              | E Lechemia G Lee              | 6           | 6           |  |  |                  |                               |                           | E Lechemia G Lee  | 6                 | 3 | [9] |            |                         |                         |                                 |                                 |    |   |        |        |        |        |        |  |
|  | WC          | L de Santa Ana J Rodríguez    | L de Santa Ana J Rodríguez    | 4           | 1           |  |  |                  | E Lechemia G Lee              | E Lechemia G Lee          | 6                 | 7                 |   |     |            |                         |                         |                                 |                                 |    |   |        |        |        |        |        |  |
|  |             | M Capurro Taborda Y In-Albon  | M Capurro Taborda Y In-Albon  | 2           | 3           |  |  | 2                | D Papamichaīl V Strachova     | D Papamichaīl V Strachova | 3                 | 63                |   |     |            |                         |                         |                                 |                                 |    |   |        |        |        |        |        |  |
|  | 2           | D Papamichaīl V Strachova     | D Papamichaīl V Strachova     | 6           | 6           |  |  |                  |                               |                           |                   |                   |   |     |            |                         |                         |                                 |                                 |    |   |        |        |        |        |        |  |